# Мунехин, Михаил Григорьевич
Михаил Григорьевич Мунехин по прозвищу Мисюрь (2-я пол. XV века — 10 марта 1528 года) — русский дьяк времён великого князя Василия III.

## На службе увеликого князя
После взятия Пскова в 1510 году и его присоединения к Московскому княжеству, дьяком при псковском наместнике был назначен Мунехин, он занимал эту должность до своей смерти в 1528 году.
Мунехин был одним из образованнейших людей своего времени; знакомый с западноевропейским просвещением, он поддался влиянию господствовавшей в Западной Европе в XVI веке веры в астрологию, во влияние звёзд на судьбу человека. Эту веру поддерживал в Мунехине Николай Немчин (придворный врач и астролог у Василия III), с влиянием которого боролся инок Елеазарова монастыря, Филофей. Одно послание Филофея к Мунехину касалось мер, которые принимал дьяк против распространения моровой язвы: он загораживал дороги, запечатывал дома, мёртвые тела приказывал хоронить в отдалении от города.
Из летописных указаний (см. Соловьёв, «История России с древнейших времён», т. V) можно сделать заключение, что Мунехин фактически управлял всеми делами Пскова.
В 1493 году Мунехин посетил Египет. Пробыв в Каире больше месяца, он оставил его описание «Египет град великий». Об описании известно из рукописи собрания Ф. А. Толстого и сборника «Софийские рукописи» № 1464 библиотеки Петербургской духовной академии.
В 1517 году в Москве Мунехина приставили к иноземному гостю — послу императора Максимилиана и учёному, впоследствии написавшему книгу о Московии, — Сигизмунду Герберштейну.
Умер в 1528 году в Пскове; был похоронен в Печорском монастыре.